# Džaur (Byron)
Džaur (1813, Giaour) je romantická lyricko-epická poema (byronská povídka) anglického básníka lorda Georga Gordona Byrona s podtitulem Zlomek turecké pověsti. Jde o první z řady Byronových orientálních poem (tzv. Turkish Tales, tj. tureckých povídek) a je to jediné Byronovo dílo, které pomocí originálního syžetového postupu fragmentárnosti (zlomkovitosti) navozuje dojem porušeného rukopisu či útržkovitého vyprávění.

## Vznik a charakteristika poemy
Podle Byronovy úvodní poznámky je poema příběhem otrokyně, jež byla podle musulmánského zvyku uvržena do moře pro nevěru a pomstěna svým milencem, mladým Benátčanem Džaurem (Turci tak hanlivě označují jinověrce, nemuslima, zvláště křesťana). Byron příběh údajně slyšel od tureckého vypravěče během své cesty po Středomoří, ale v jeho korespondenci byl nalezen odkaz na skutečný zážitek z jeho athénského pobytu, kdy se střetl s několika ozbrojenými muslimy, kteří měli na jisté dívce vykonat stejný rozsudek, jako je popsán v poemě.
Poema vznikala postupně. Nejstarší verze básně byla napsána mezi zářím 1812 a březnem 1813, vyšla v červnu 1813 a toto vydání mělo měla 684 řádků. Do konce roku 1813 vyšlo několik dalších vydání, každé delší než to předchozí. Poslední sedmé vydání z prosince 1813 obsahuje 1334 řádků, což je téměř dvojnásobek oproti první verzi.
Titulní postavu poemy, Džaura, charakterizují tři rysy byronských romantických hrdinů. Prvním je autostylizace, druhým temnost a neurčitost (nejasný původ, nejasná minulost, zvláštní chování, ponurý vzhled postavy gotického románu) a třetím hrdinovo vyčlenění ze společnosti, předobraz titanismu pozdějších Byronových postav (toto vyčlenění obsahuje i prvky odboje, protože Džaur společnost především z morálního hlediska odmítá).

## Obsah poemy
Poema se skládá z dvaceti šesti fragmentů lyrického i epického charakteru různé délky obsahující 6 až 172 osmislabičných sdruženě rýmovaných jambických veršů. Tyto fragmenty jsou vyprávěny čtyřmi vypravěči, kteří se střídají a prezentují různé pohledy na popisovaný děj. Fragmentálnost tak vyhrocuje kontrasty mezi nimi.

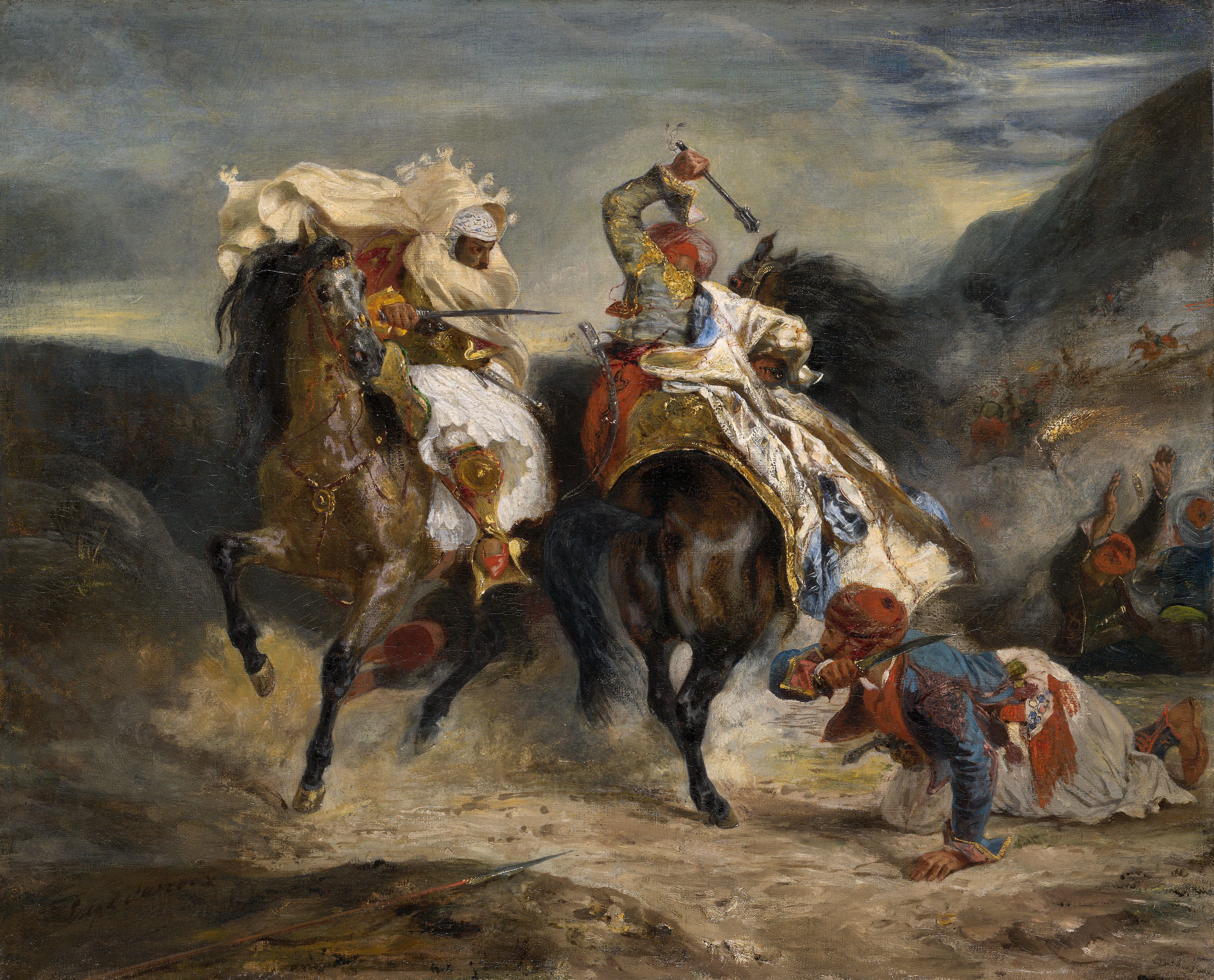
Eugène Delacroix:Combat du Giaour et Hassan (1826)

Prvním vypravěčem je hlas autora, který přivádí do děje mladého Benátčana a vůdce loupežníků Džaura, jeho milou, otrokyni Leilu, která patří do harému emíra Hasana. Popisuje také prostředí, kde se báseň odehrává (Sedm ostrovů řeckého archipelagu). Zamýšlí se také nad Řeckem, které je přes svou velkou minulost v područí Turků. Líčí rovněž významné okamžiky děje, Hasan nechá po zjištění, že je mu Leila s Džaurem nevěrná, utopit dívku v pytli v moři. Oba touží po pomstě, a když se později Hasan vydá pro jinou ženu, upadne jeho karavana do léčky připravené lupiči, dojde mezi nimi k boji, ve kterém Džaur Hasana zabije. Výčitky svědomí pak dovedou Džaura k dožití v klášteře.
Ó div — ač kolem vše jest mír,
zde bouří zpupných vášní vír,
zde vládne loupež a chtíč divý,
by tmami zastřel krásné nivy.
Jak ďáblové by útočili
v říš Serafů a zvítězili
a rajské trůny navždy ztekla
sběř drzá, dědicové pekla:
zem sladká, blahu daný dar,
a tyrani v ní šíří zmar! (všechny ukázky jsou z překladu Jana Harta)
Druhým vypravěčem je domorodý vůdce Hasanovy karavany, jehož líčení událostí vyvolává v básni silnou atmosféru Orientu. Loupežníci jej nechali naživu, aby předal Hasanově matce zprávu o jeho smrti. Věří, že jako trest za svůj zločin bude Džaur po své smrti odsouzen k tomu, aby se stal upírem a zabil svou vlastní rodinu vysáváním jejich krve.
Však dřív co upír vyslána,
tvá mrcha, z hrobu vyrvána,
straš hrůzně v rodném místě svém,
krev střebej z rodu svého všem;
ssaj o půlnoci ze sester
proud žití, z ženy své i dcer;
sám násilný ten kvas si zhnusíš,
jímž sinou mrchu živit musíš:
než zemrou, zvědí, kdo z nich tyl,
že démon ten jich předek byl.
Třetím vypravěčem je františkánský mnich, který líčí podivné Džaurovo chování v klášteře, kde Džaur žije již šest let. Opatovu přízeň si získal štědrým darem, takže je přijímán komunitou kláštera jako její rovnocenný člen. Mniši se mu ale vyhýbají a nikdy Džaura nevidí při modlitbě.
Před šesti roky, v letní čas,
sem přišel k bratřím, mezi nás;
v pokání hledá úlevy
za zločin, jehož nezjeví.
Však nepokleká za nešpor
ni k zpovědnici jak náš sbor;
a nedbá, k nebi stoupá-li
dým kadidla neb chorály,
leč dumá ve své cele sám,
rod, víra jeho není znám.
Poslední, čtvrtým vypravěčem je v závěru poemy sám Džaur, rekapitulující v klášteře v útržkovité zpovědi svůj život před starým mnichem. Jde o chaotický monolog osamělého, bezmocného a nemocného muže. Nelituje, že zabil Hasana, ale toho, že nedokázal zachránit Leilu před smrtí.
Vše ztrativ, nezdrcen jsem posud,
krom toho, že zrak Lejlin zhas;
muk tmu mi dej a blaha jas,
a žít i milovat chci zas.
Můj svátý vůdče! Její skon
mne bolí, ne že skonal on.
Pod bludnou vodou beze stop,
tam dřímá — ach, mít v zemi hrob,
s ní puklé srdce, žhoucí čelo
by úzké lůžko sdílet chtělo.
Před smrtí žádá Džaur mnicha, aby jej nechal pohřbít do neoznačeného hrobu, aby zmizel z paměti potomků. Poema končí slovy zpovědníka.
A zhynul. Jméno, rod vzal v hrob,
nenechal známek ani stop,
leč co říc nesmí otec ten,
jenž zpovídal jej v smrti den;
víc nevím než ten zlomek jen
ni o té, kterou miloval,
ni o tom, jehož v boji sklál.

## Ohlasy poemy
Džaur měl až neuvěřitelný úspěch a do konce roku 1815 vyšlo jeho čtrnáct vydání. To vedlo Byrona v příštích několika letech k napsání dalších „tureckých povídek“ Nevěsta z Abydu (The Bride of Abydos) vyšla ještě v roce 1813, v roce 1814 Korzár (The Corsair) a Lara a v roce 1816 Obléhání Korintu (The Siege of Corinth). Každá z těchto poem byla velmi populární a vedla k veřejnému vnímání tzv. byronského hrdiny.
Francoužstí malíři Théodore Géricault a Eugène Delacroix použili příběh poemy jako inspiraci pro svá díla (Géricault roku 1820 a Delacroix pro tři obrazyz let 1826, 1829 a 1835), stejně jako nizozemsko-francouzský malíř Ary Scheffer roku 1832.
Báseň měla vliv na rané dílo Edgara Allana Poea, především na jeho poemu Tamerlán (1827, Tamerlane) a je také zajímavá použitím tématu vampirismu.

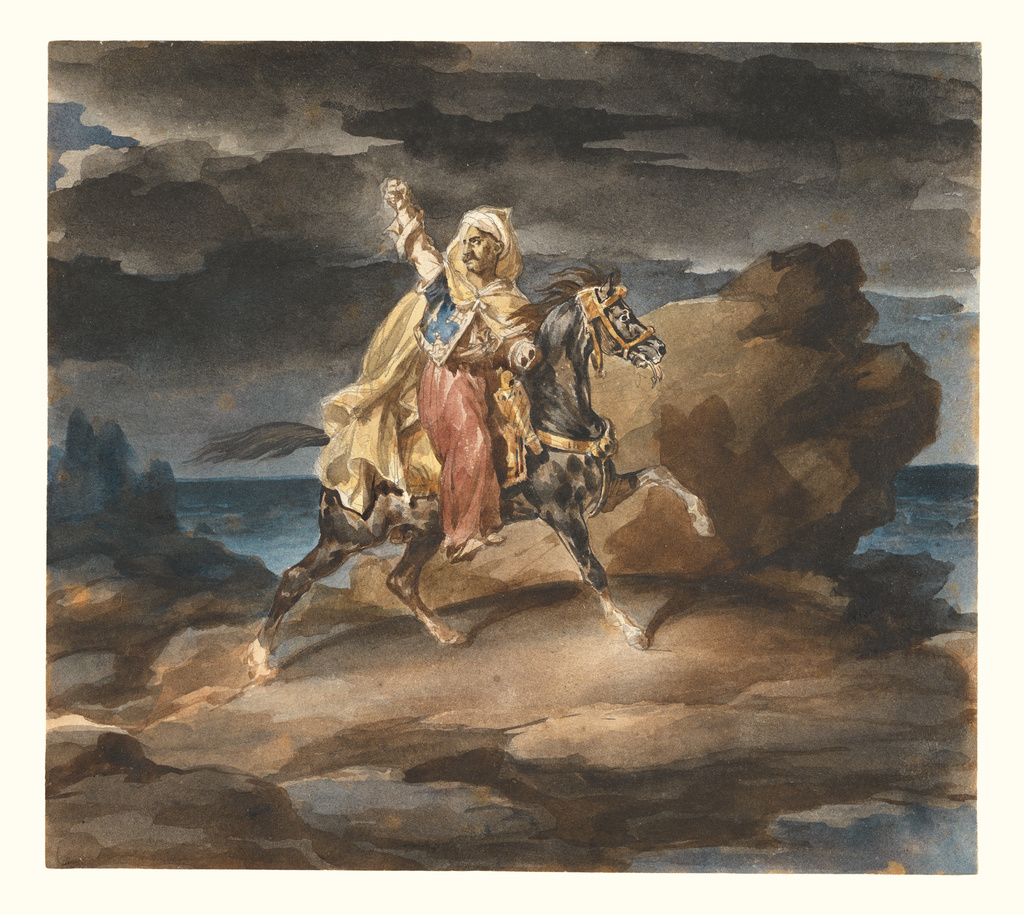
Théodore Géricault: Giaour (1820)
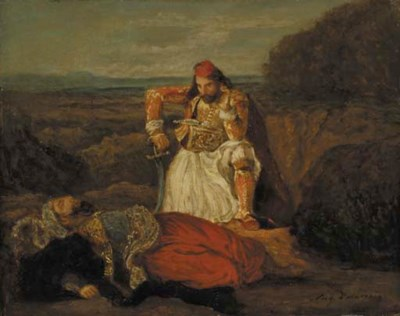
Eugène Delacroix: Le Giaour regardant Hassan mort (1829)
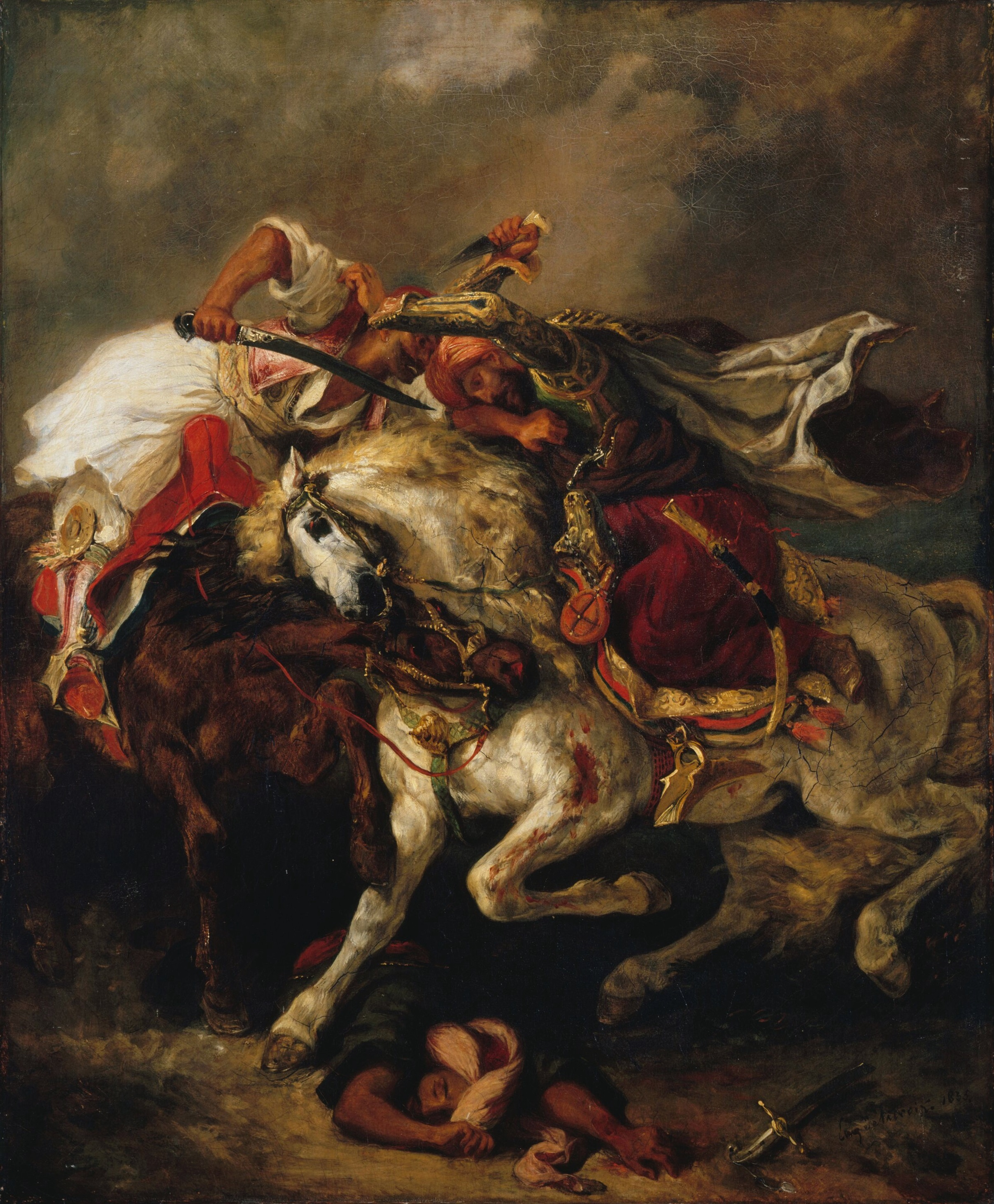
Eugène Delacroix:Combat du Giaour et du Pacha (1835)
Ary Scheffer: De Giaour (1832)

## Česká vydání
- Giaur. Praha: Alois Hynek 1912, překlad Jan Hart